# Мужиловский, Андрей
Андрей Мужиловский (бел. Андрэй Мужылоўскі), после пострига в монахи Анатолий (ок. 1580—1640) — монах Киево-Печерской лавры, протоиерей Слуцкий и Копыленский, писатель-полемист.

## Биография
Пресвитер. С конца 1620-х годов протопоп и протоиерей в Слуцке и Копыле, в 1631 году принял монашеский постриг под именем Анатолий и стал иеромонахом Киево-Печерской лавры. В 1620—1621 годах был организатором поездки на западно-русские земли иерусалимского патриарха Феофана, в результате которой здесь была обновлена православная иерархия. Был одним из претендентов на Киевскую православную метрополию после смерти митрополита Иова Борецкого. Одним из первых попытался разделить церковно-богословскую и светскую литературу, указывая на исторический характер творчества Христофора Филарета, клирика Острожского.
Анатолий был известен как активный противник Брестской унии 1596 года. Являлся автором работ «Ответ на послание униатов виленских» (1616, на старобелорусском языке) и «Антидотум» (»Противоядие», 1629, на польском языке), направленных против «Френеса» и «Апологии» Мелетия Смотрицкого. В первой работе он осудил униатское учение, обвинил Смотрицкого в отступничестве (ранее тот был известен как ярый антиуниат), попрании прав православных белорусов и украинцев в Речи Посполитой и раскритиковал практику римско-католического клира. Во второй работе он отметил важность ранних антиуниатских работ Смотрицкого, но при этом заявил, что тот перешёл в униатство на основе личной сделки группы церковников во главе с митрополитом Киевским Михаилом Рогозой с «западным костёлом», а не на основе общественного согласия. На «Антидотум» Смотрицкий ответил «Экзетезисом» (1629).